# Red Cross Monument (Monrovia)
Koordinaten: 6° 18′ 58,5″ N, 10° 48′ 13,8″ W

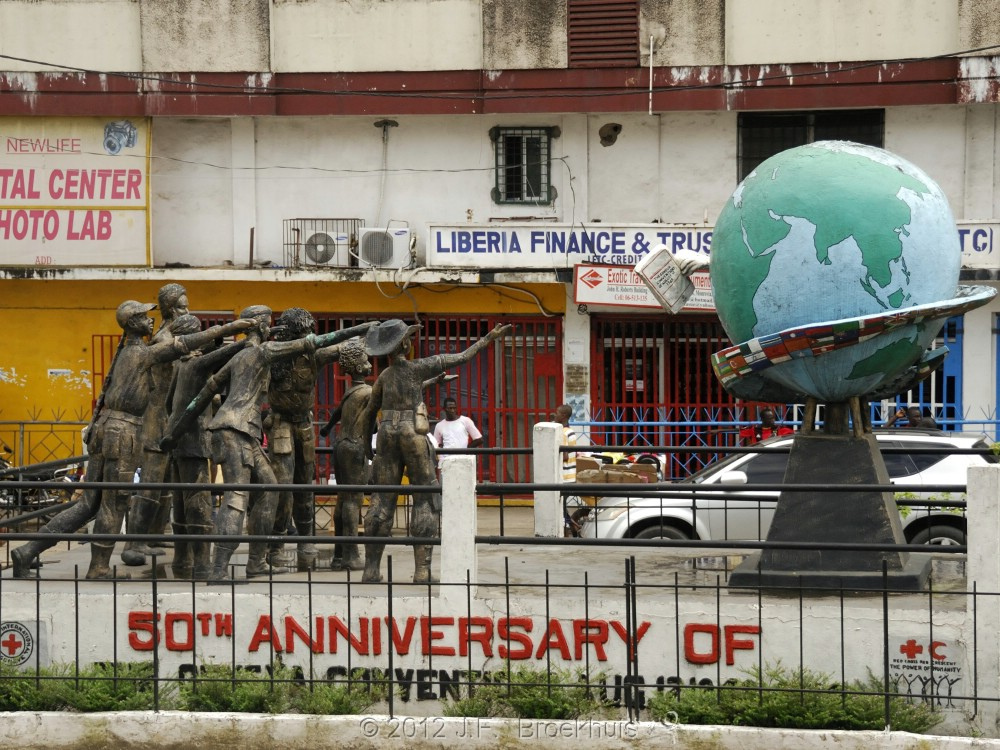
Red Cross Monument, Monrovia, 2012

Das Red Cross Monument (deutsch: „Rot-Kreuz-Denkmal“) ist ein Denkmal in der Innenstadt der liberianischen Hauptstadt Monrovia. Es befindet sich im Stadtteil Capitol Hill auf dem Mittelstreifen der Broad Street gegenüber dem Nationalmuseum.
Das von einer niedrigen Umfassungsmauer gerahmte Denkmal wurde auf einem Grünstreifen zwischen den Fahrbahnen errichtet. Auf der Mauer befindet sich an den Längsseiten der Schriftzug:
An den Schmalseiten steht:
Das eigentliche Denkmal zeigt einen von einem Band aus allen Nationalflaggen umgürteten Globus. Vor diesem zeigt eine Gruppe von sechs Menschen aus allen Teilen der Erde in Gestalt von Söldnern, Kindersoldaten und Milizionären mit ausgestrecktem Arm auf den Globus.
Das Denkmal wurde 1999 mit Hilfe des Internationalen Komitees vom Roten Kreuz zur Erinnerung an den 50. Jahrestag des Genfer Abkommens von 1949 errichtet. 
Das Denkmal ist ein Mahnmal zur Geschichte des liberianischen Bürgerkrieges.